# Paleis van Lodewijk Napoleon (Utrecht)
Het Paleis van Lodewijk Napoleon in de Nederlandse stad Utrecht was in het begin van de 19e eeuw de residentie van Lodewijk Napoleon, koning van het Koninkrijk Holland.
Nadat Lodewijk Napoleon in 1806 door zijn broer Napoleon Bonaparte tot koning van het Koninkrijk Holland was benoemd, vestigde hij zich in eerste instantie op Huis ten Bosch in Den Haag. Omdat hem vanwege zijn artritis het klimaat aan de kust niet erg beviel, besloot hij al in 1807 naar Utrecht te verhuizen.
Op de hoek van de Drift en de Wittevrouwenstraat kocht hij naastgelegen panden op waarna binnen enkele maanden een paleis werd gebouwd door J.Th. Thibault en J.D. Zocher Sr. De patriciërshuizen aan de Drift werden samengevoegd en verbouwd, aan de Wittevrouwenstraat werden de lage winkelpanden gesloopt, alleen het Huis Taets van Amerongen op de hoek van de Wittevrouwenstraat en de Rietsteeg (tegenwoordig Keizerstraat) bleef intact. De Driftzijde werd zo de achterkant van het paleis; hier bevond zich nog slechts een personeelsingang. Het geheel, afgezien van het Huis Taets van Amerongen, werd blauw gepleisterd: het eerste voorbeeld van algehele buitenbepleistering in Nederland. Aan de Rietsteeg, de tegenwoordige Keizerstraat, bevond zich de remonstrantse kerk. Deze werd aangekocht en verbouwd tot hofkapel.
In januari 1808 was het complex bewoonbaar. Utrecht zou gedurende zo'n half jaar de hoofdstad zijn van het Koninkrijk Holland. Lodewijk Napoleon heeft uiteindelijk slechts korte tijd gebruikgemaakt van zijn Utrechtse paleis. Reeds in april 1808 nam hij in Amsterdam zijn intrek in het Paleis op de Dam. De bouwwerkzaamheden in Utrecht gingen echter door, en in juli 1808 kwam de koning weer naar de stad en kocht de buitens Oud- en Nieuw-Amelisweerd om deze te verbouwen tot koninklijke buitenplaats. Aan het eind van de maand vertrok hij echter weer, om er daarna nog sporadisch terug te komen. Desalniettemin kreeg de residentie in 1809 nog een balzaal.
In 1810 deed Lodewijk Napoleon afstand van de troon en ging terug naar Frankrijk.
Napoleon Bonaparte en zijn echtgenote gebruikten het Utrechtse paleis in 1811 nog enkele dagen tijdens een bezoek.
In 1814 legde een brand het Huis Taets van Amerongen grotendeels in de as. Het restant werd tot een kleinere woning verbouwd, de rest van het paleis werd opgedeeld in verschillende burelen. Een van de panden werd in 1814 de locatie van het Hoog Militair Gerechtshof.
In 1834 werden de gebouwen publiekelijk verkocht. Ze zijn vervolgens onder meer gebruikt voor de huisvesting van het rijks- en gemeentearchief en de Universiteitsbibliotheek Utrecht (tot op heden). Op de plaats van het Huis Taets van Amerongen werd in 1909 een nieuwe bibliotheek gebouwd, en in 1975 werd op de binnenplaats een paviljoen gebouwd dat in 2005 weer gesloopt werd.

## Varia
In Utrecht gebruikte Lodewijk Napoleon ook het Paushuize als residentie. Residenties van andere machthebbers in Utrecht waren en zijn Lofen, de burcht Trecht en het Aartsbisschoppelijk Paleis.